# Grand Prix Sezon 1937
Sezon Grand Prix 1937 – kolejny sezon z cyklu Wyścigów Grand Prix oraz Mistrzostw Europy AIACR. Mistrzem Europy został Niemiec Rudolf Caracciola.

## Podsumowanie Sezonu

### Grand Prix zaliczane do Mistrzostw Europy
| Nr | Data        | Grand Prix            | Tor               | Zwycięzca (kierowcy)    | Zwycięzca (konstruktorzy) | Wyniki |
| -- | ----------- | --------------------- | ----------------- | ----------------------- | ------------------------- | ------ |
| 1  | 11 lipca    | Grand Prix Belgii     | Spa-Francorchamps | Rudolf Hasse            | Auto Union                | Wyniki |
| 2  | 25 lipca    | Grand Prix Niemiec    | Nürburgring       | Rudolf Caracciola       | Mercedes-Benz             | Wyniki |
| 3  | 8 sierpnia  | Grand Prix Monako     | Monaco            | Manfred von Brauchitsch | Mercedes-Benz             | Wyniki |
| 4  | 22 sierpnia | Grand Prix Szwajcarii | Bremgarten        | Rudolf Caracciola       | Mercedes-Benz             | Wyniki |
| 5  | 12 września | Grand Prix Włoch      | Livorno           | Rudolf Caracciola       | Mercedes-Benz             | Wyniki |

### Pozostałe Grand Prix
| Data            | Grand Prix                    | Tor              | Zwycięzca (kierowcy)  | Zwycięzca (konstruktorzy) | Wyniki |
| --------------- | ----------------------------- | ---------------- | --------------------- | ------------------------- | ------ |
| 14 lutego       | Flatenloppet                  | Flaten           | Eugen Bjørnstad       | Alfa Romeo                | Wyniki |
| 18 kwietnia     | Grand Prix Turynu             | Valentino Park   | Antonio Brivio        | Alfa Romeo                | Wyniki |
| 25 kwietnia     | Grand Prix Neapolu            | Posillipo        | Giuseppe Farina       | Alfa Romeo                | Wyniki |
| 1 maja          | Campbell Trophy               | Brooklands       | Prince Bira           | Delage                    | Wyniki |
| 9 maja          | Grand Prix Trypolisu          | Mellaha          | Hermann Lang          | Mercedes-Benz             | Wyniki |
| 9 maja          | Grand Prix Finlandii          | Eläintarharata   | Hans Rüesch           | Alfa Romeo                | Wyniki |
| 16 maja         | Grand Prix Frontières         | Chimay           | Hans Rüesch           | Alfa Romeo                | Wyniki |
| 30 maja         | Avusrennen                    | AVUS             | Hermann Lang          | Mercedes-Benz             | Wyniki |
| 30 maja         | Superba Circuit               | Genua            | Carlo Felice Trossi   | Alfa Romeo                | Wyniki |
| 30 maja         | Grand Prix Bukaresztu         | Bukareszt        | Hans Rüesch           | Alfa Romeo                | Wyniki |
| 6 czerwca       | Grand Prix Rio de Janeiro     | Gávea            | Carlo Maria Pintacuda | Alfa Romeo                | Wyniki |
| 13 czerwca      | Eifelrennen                   | Nürburgring      | Bernd Rosemeyer       | Auto Union                | Wyniki |
| 20 czerwca      | Grand Prix Mediolanu          | Mediolan         | Tazio Nuvolari        | Alfa Romeo                | Wyniki |
| 25 lipca        | Grand Prix San Remo           | San Remo Circuit | Achille Varzi         | Maserati                  | Wyniki |
| 25 lipca        | Grand Prix Vila Real          | Vila Real        | Vasco do Sameiro      | Alfa Romeo                | Wyniki |
| 15 sierpnia     | Coppa Acerbo                  | Pescara          | Bernd Rosemeyer       | Auto Union                | Wyniki |
| 15 sierpnia     | Estoril Circuit               | Estoril          | Manoel de Oliveira    | Ford                      | Wyniki |
| 28 sierpnia     | Junior Car Club 200 mile race | Donington Park   | Arthur Dobson         | ERA                       | Wyniki |
| 26 września     | Grand Prix Czechosłowacji     | Brno             | Rudolf Caracciola     | Mercedes-Benz             | Wyniki |
| 2 października  | Grand Prix Donington          | Donington Park   | Bernd Rosemeyer       | Auto Union                | Wyniki |
| 16 października | Mountain Championship         | Brooklands       | Hans Rüesch           | Alfa Romeo                | Wyniki |
| 31 października | Kalastajatorpanajo            | Helsinki         | Karl Ebb              | Mercedes-Benz             | Wyniki |

## Klasyfikacja generalna
| Poz | Kierowca                | BEL | GER | MON | SUI | ITA | Pkt |
| --- | ----------------------- | --- | --- | --- | --- | --- | --- |
| 1   | Rudolf Caracciola       |     | 1   | 2   | 1   | 1   | 13  |
| 2   | Manfred von Brauchitsch | NU  | 2   | 1   | 3   | NU  | 15  |
| 3   | Hermann Lang            | 3   | 7   |     | 2   | 2   | 19  |
| =   | Christian Kautz         | 4   | 6   | 3   | 6   | NU  | 19  |
| 5   | Hans Stuck              | 2   | NU  | 4   | 4   | 9   | 20  |
| 6   | Raymond Sommer          | 5   | NU  | 7   | 8   |     | 27  |
| 7   | Rudolf Hasse            | 1   | 5   | NU  |     |     | 28  |
| =   | Bernd Rosemeyer         |     | 3   | NU  | NU  | 3   | 28  |
| =   | Tazio Nuvolari          |     | 4   |     | 5   | 7   | 28  |
| =   | Giuseppe Farina         |     | NU  | 6   | NU  | NU  | 28  |
| 11  | László Hartmann         |     | NU  | NU  | 9   |     | 29  |
| 12  | Hans Rüesch             |     | 8   | 8   | NU  |     | 31  |
| 13  | Vittorio Belmondo       |     | 12  |     |     | 10  | 32  |
| 14  | Hermann Paul Müller     | NU  | NU  |     |     | 5   | 33  |
| 15  | Richard Seaman          |     | NU  |     |     | 4   | 34  |
| =   | Clemente Biondetti      |     |     | NU  |     | NU  | 34  |
| 17  | Luigi Soffietti         |     | NU  | NU  |     |     | 35  |
| =   | Carlo Felice Trossi     | NU  |     |     |     | 8   | 35  |
| =   | Paul Pietsch            |     | NU  |     | 10  |     | 35  |
| 20  | Kenneth Evans           |     | 9   |     |     |     | 36  |
| =   | Ernő Festetics          |     | 10  |     |     |     | 36  |
| =   | Attilio Marinoni        |     | 11  |     |     |     | 36  |
| =   | Giovanni Minozzi        |     | NU  |     | NU  |     | 36  |
| =   | Goffredo Zehender       |     |     | 5   |     |     | 36  |
| =   | Carlo Maria Pintacuda   |     |     | 9   |     |     | 36  |
| =   | Luigi Fagioli           |     |     |     | 7   |     | 36  |
| =   | Achille Varzi           |     |     |     |     | 6   | 36  |
| 28  | Henri Simonet           |     |     |     | NU  |     | 37  |
| =   | Adolfo Mandirola        |     |     |     | NU  |     | 37  |
| 30  | Franco Cortese          |     | NU  |     |     |     | 38  |
| =   | Ernst von Delius        |     | NU  |     |     |     | 38  |
| =   | Giovanbattista Guidotti |     |     |     |     | NU  | 38  |
| 33  | Francesco Severi        |     | NU  |     |     |     | 39  |
| =   | Renato Balestrero       |     | NU  |     |     |     | 39  |
| =   | Edoardo Teagno          |     | NU  |     |     |     | 39  |
| =   | Antonio Brivio          |     |     | NU  |     |     | 39  |
| =   | Max Christen            |     |     |     | NU  |     | 39  |
| Poz | Kierowca                | BEL | GER | MON | SUI | ITA | Pkt |

| Kolor     | Rezultat                             | Punkty |
| --------- | ------------------------------------ | ------ |
| Złoty     | Zwycięzca                            | 1      |
| Srebrny   | 2. miejsce                           | 2      |
| Brązowy   | 3. miejsce                           | 3      |
| Zielony   | Przynajmniej 75% rezultatu zwycięzcy | 4      |
| Niebieski | 50%-75% rezultatu zwycięzcy          | 5      |
| Fioletowy | 25%-50% rezultatu zwycięzcy          | 6      |
| Czerwony  | Poniżej 25% rezultatu zwycięzcy      | 7      |
| Czarny    | Zdyskwalifikowany                    | 8      |
| Biały     | Nie brał udziału                     | 8      |